# ليليان آدامز
ليليان آدامز (بالإنجليزية: Lillian Adams) هي ممثلة أمريكية، ولدت في 13 مايو 1922 بنيويورك في الولايات المتحدة، وتوفيت في 25 مايو 2011 بلوس أنجلوس في الولايات المتحدة بسبب مرض.

## وصلات خارجية
- ليليان آدامز على موقع IMDb (الإنجليزية)
- ليليان آدامز على موقع أول موفي (الإنجليزية)
- ليليان آدامز على موقع قاعدة بيانات الفيلم (الإنجليزية)